# Balázs Dzsudzsák
Balázs Dzsudzsák (Debrecen, Hongria, 23 de desembre de 1986), és un jugador de futbol professional hongarès. Actualment juga com a centrecampista esquerrà al Debrecen. Dzsudzsák és internacional amb la selecció d'Hongria.
El 31 de maig de 2016 es va anunciar que el seleccionador Bernd Storck l'havia inclòs en l'equip definitiu d'Hongria per disputar l'Eurocopa 2016.

## Biografia

### Primers anys
Nascut a Debrecen, Dzsudzsák va créixer a Nyírlugos. Va començar a jugar a futbol a l'equip de la ciutat, el Nyíradony Focisuli, passant després a Debreceni Olasz Focisuli, una acadèmia de futbol per joves talents dirigida al Debreceni VSC. El 2004 va jugar cedit al Létavértes, de la tercera divisió hongaresa.

### Debrecen
Dzsudzsák va debutar a la primera divisió, amb el Debrecen, el 2004. La primera temporada només va disputar dos partits, però la segona en va jugar deu, marcant dos gols. En les dues temporades següents va esdevenir un membre habitual del primer equip, disputant 36 partits i marcant 12 gols. En aquella època es va proclamar campió de la Lliga hongraresa en tres ocasions (2005, 2006 i 2007), així com de la Supercopa, també en tres ocasions (2005, 2006 i 2007).

### PSV Eindhoven

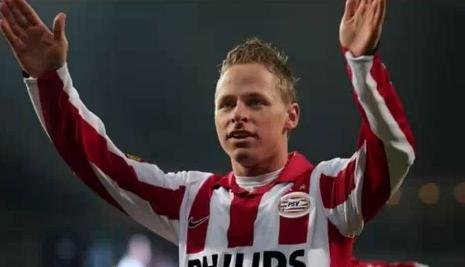
Dzsudzsák durant un partit del PSV

El 24 d'octubre de 2007 Dzsudzsák va fitxar pel PSV Eindhoven, signant un contracte per cinc temporades. El jugador hongarès havia de marxar al conjunt neerlandès, en un principi, l'estiu de 2008; no obstant, la marxa de Kenneth Pérez va provocar que el PSV el reclamés el gener següent.
Dzsudzsák va debutar a l'Eredivisie el 12 de gener de 2008. El partit va acabar en victòria, per 1-0, davant del Feyenoord. Dzsudzsák va formar part de l'XI titular, xutant tres vegades a porteria. En el següent partit aconseguiria el seu primer gol amb el conjunt d'Eindhoven, en l'empat per 1-1 contra el VVV Venlo. La seva primera assistència fou el 23 de gener en un partit contra l'Sparta Rotterdam que va acabar amb victòria per 3-1. Aquella temporada acabaria marcant 5 gols, col·laborant en la consecució del títol de lliga.
La temporada 2008-09 va arribar un nou entrenador al PSV, Huub Stevens. Les seves tàctiques defensives no van impedir que l'equip acabés en darrera posició del seu grup de la Lliga de Campions. A més, aquest estil no va ajudar que Dzsudzsák aconseguís gaires gols. Tot i així, el jugador hongarès va aconseguir el seu primer hat-trick, en la victòria del PSV sobre l'ADO Den Haag (6–0) al Philips Stadion, el 5 de febrer de 2009. En total va disputar 32 partits de lliga, on va marcar 11 gols i va realitzar 9 assistències.

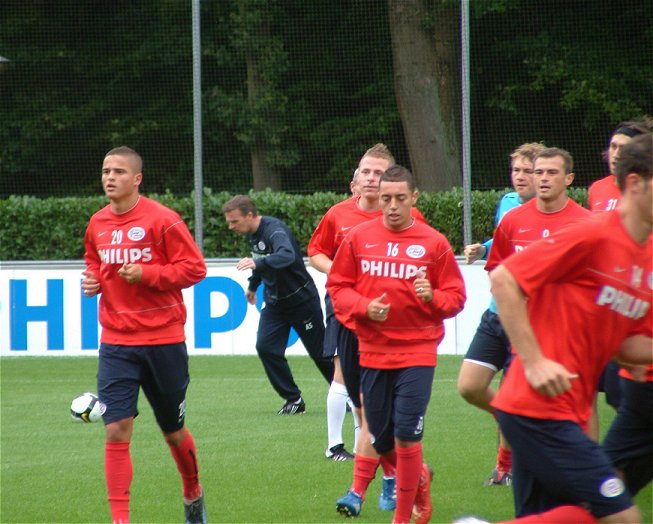
Dzsudzsak durant un entrenament del PSV

La temporada 2009-10 Fred Rutten es va fer càrrec de l'equip. Dzsudzsák va ser nomenat Home del partit en la victòria, per 4-3, contra els seus màxims rivals, l'AFC Ajax, en la tercera jornada de lliga, el 15 d'agost de 2009. Dzsudzsák va marcar dos gols i va aconseguir una assistència en aquell partit. Aquella temporada, Dzsudzsák va acabar amb 14 gols i 16 assistències. A l'Europa League, en un partit contra l'Hamburg, Dzsudzsák va veure la tarjeta vermella després d'empènyer l'àrbitre, l'anglès Mike Dean.
La seva darrera temporada al PSV va ser la 2010–11, essent també la més productiva. A nivell domèstic, el davanter hongarès va marcar 16 gols i va realitzar 12 assistències. A més, en competicions europees va aconseguir 7 gols en 13 partits, fent un total de 24 gols en 49 partits. El 2011 Dzsudzsák va signar una extensió del seu contracte amb el PSV Eindhoven. Tot i així, diversos clubs es van seguir mostrant interessats en la seva contractació.

## Palmarès

### Club
Debrecen
- Lliga hongaresa: 2004–05, 2005–06, 2006–07
- Copa hongaresa: 2007–08
- Supercopa hongaresa: 2005, 2006, 2007

PSV
- Eredivisie: 2007-08
- Johan Cruijff Schaal: 2008

### Individual
- Jugador de l'Any de la Federació Hongaresa de Futbol: 2010[9]
- Millor Jugador hongarès de l'Any (Pilota d'Or): 2010, 2014[10]
- Megyei Príma: 2015[11]